# Leanne Kiernan
Leanne Kiernan (Bailieborough, 27 aprile 1999) è una calciatrice irlandese, attaccante del Liverpool e della nazionale irlandese.

## Carriera

### Club
Leanne Kiernan, dopo aver giocato nelle formazioni giovanili di Bailieboro Celtic e Kingscourt Harps nella prima parte della carriera, dal 2015 si trasferisce al Shelbourne, formazione con cui la stagione seguente vince il campionato irlandese, la Coppa d'Irlanda, oltre che l'edizione 2015-2016 della WNL Cup.
Rimasta con il club irlandese per tre stagioni, nell'estate 2018 si trasferisce al West Ham, la cui squadra femminile è appena stata ammessa alla FA Women's Super League per il campionato entrante. Rimane legata alla società con sete a Newham, borgo dell'Outer London, per altre tre stagioni, condividendo con le compagne stagioni concluse sempre, seppur in fase calante nelle posizioni, con un'agevole salvezza.
Durante il calciomercato estivo 2021 viene annunciato il suo trasferimento al Liverpool.

### Nazionale
Kiernan inizia ad essere convocata dalla federazione calcistica dell'Irlanda (Football Association of Ireland - FAI) dal 2015, inizialmente nella formazione Under-17 impegnata nella fase di qualificazione all'Europeo di Bielorussia 2016, dove gioca cinque dei sei incontri prima dell'eliminazione siglando 3 reti, la prima il 15 ottobre 2015 dove fissa il risultato sul 3-0 nell'incontro vinto sulle pari età dell'Ucraina.
Durante il 2016 passa alla Under-19, inserita in rosa nella squadra impegnata nella fase di qualificazione all'Europeo dell'Irlanda del Nord 2017. In questa occasione Kiernan viene impiegata in cinque dei sei incontri, andando a segno con la Macedonia, siglando 4 delle 10 reti nell'incontro casalingo del 18 ottobre 2016 e siglando la doppietta con cui due giorni più tardi la sua nazionale supera il Galles, tuttavia l'Irlanda fallisce l'accesso alla fase finale.
Viene convocata dal Commissario tecnico della nazionale maggiore Colin Bell per la fase di qualificazione della zona UEFA ai Mondiali di Francia 2019. Bell la impiega in tutti gli 8 incontri del gruppo 3, dove con 3 reti siglate è la maggiore marcatrice dell'Irlanda, tuttavia la squadra perdendo gli scontri diretti con Norvegia, entrambi, e Paesi Bassi, pareggio interno e sconfitta in trasferta, viene esclusa dalla fase finale del torneo.

## Palmarès

### Club
- Campionato irlandese: 1

Shelbourne: 2016
- Coppa d'Irlanda femminile: 1

Shelbourne: 2016
- WNL Cup: 1

Shelbourne: 2015-2016

### Individuali
- WNL Young Player of the Year: 1

2016
- WNL Team of the Year: 1

2016